# Daniel Ravier
Daniel Ravier (født 17. marts 1948 i Lyon, Frankrig) er en fransk tidligere fodboldspiller (midtbane).
Ravier spillede på klubplan primært for Olympique Lyon i sin fødeby. Her var han i 1973 med til at vinde både pokalturneringen Coupe de France og landets Super Cup, Trophée des Champions.
Senere i karrieren spillede han for Reims og FC Villefranche.
Ravier spillede desuden i 1973 to kampe for det franske landshold.

## Titler
Coupe de France
- 1973 med Olympique Lyon

Trophée des Champions
- 1973 med Olympique Lyon